# Торн, Роберт Фолджер
Ро́берт Фо́лджер Торн (англ. Robert Folger Thorne, 13 июля 1920 — 24 марта 2015) — американский ботаник (систематик и флорист), создатель так называемой системы классификации Торна (1968).

## Биография
Родился в городке Спринг-Лейк в Нью-Джерси. Начальное и среднее образование получал в Сент-Питерсберге, в 1941 году окончил Дартмутский колледж по специальности ботаника. В 1942 году в Корнеллском университете получил степень магистра по экономической ботанике.
Во время Второй мировой войны был штурманом в Италии. После войны продолжил получать образование в Корнеллском университете, в 1949 году защитил диссертацию доктора философии.
В 1947 году женился на Мэй Зьюкел.
С 1949 года Торн преподавал в Айовском университете в звании доцента, впоследствии стал профессором. В 1959 году некоторое время работал в Квинслендском университете в Брисбене, занимался изучением флоры Новой Каледонии.
В 1962 году переехал в Клермонт, став сотрудником Ботанического сада Ранчо-Санта-Ана. Впоследствии был профессором Клермонтской школы последипломного образования.
Наряду с А. Кронквистом и А. Л. Тахтаджяном Торн является создателем одной из последних высокоуровневых систем классификации растений до начала активного внедрения в ботанику молекулярных исследований, которая была опубликована в 1968 году и неоднократно уточнялась.
Торн — обладатель награды За заслуги перед Ботаническим обществом Америки (1996), а также Награды Эйсы Грея Американской ассоциации систематиков растений (2001). В 2006 году он стал почётным членом Ботанического общества Америки. Иностранный член Датской королевской академии наук (1986).
Скончался 24 марта 2015 года.

## Некоторые научные работы
- Thorne, R. F. Some problems and guiding principles of Angiosperm phylogeny // The American Naturalist. — 1963. — Vol. 97. — P. 287—305.
- Thorne, R. F. Synopsis of a putative phylogenetic classification of flowering plants // Aliso. — 1968. — Vol. 6(4). — P. 57—66.
- Thorne, R. F. A phylogenetic classification of the Annoniflorae // Aliso. — 1972. — Vol. 8(2). — P. 147—209.

## Растения, названные именем Р. Торна
- Thornea Breedlove & E.M.McClint., 1976
- Carex thornei Naczi, 2002
- Eriogonum thornei (Reveal & Henrickson) L.M.Shultz, 1998
- Lethedon thornei (Guillaumin) Aymonin, 1967
- Palicourea thornei (Lorence) Lorence, 2010
- Rhynchospora thornei Kral, 1977
- Sideroxylon thornei (Cronquist) T.D.Penn., 2010
- Syzygium thornei T.G.Hartley & L.M.Perry, 1973